# Chlorissa subobsoleta
Chlorissa subobsoleta là một loài bướm đêm trong họ Geometridae.